# داني كاستييانو
دانييل كاستييانو بيتانكور (بالإسبانية: Daniel Castellano Betancor)‏ (مواليد 2 نوفمبر 1987 - لاس بالماس ، إسبانيا) لاعب كرة قدم إسباني ، يلعب في مركزي الظهير الأيسر وقلب الدفاع ، ويلعب حاليًا لنادي لاس بالماس الإسباني منذ عام 2011.

ويعتبر هو توأم اللاعب خافي كاستييانو لاعب نادي لاس بالماس أيضًا.

## روابط خارجية
- داني كاستييانو على موقع قاعدة بيانات كرة القدم.إي يو (الإنجليزية)
- داني كاستييانو على موقع Soccerbase.com (لاعب) (الإنجليزية)
- داني كاستييانو على موقع Soccerway.com (الإنجليزية)
- داني كاستييانو على موقع AS.com (الإسبانية)

{
{بذرة لاعب كرة قدم إسباني}}